# Sư đoàn tấn công đường không sơn cước 7
Sư đoàn tấn công đường không sơn cước Cận vệ 7 (tiếng Nga: 7-я гвардейская десантно-штурмовая дивизия) là một trong năm sư đoàn nhảy dù của Lực lượng Đổ bộ đường không Nga, chuyên chiến đấu ở khu vực rừng núi.

## Lịch sử
Sư đoàn 7 được thành lập ngày 15 tháng 10 năm 1948 trên cơ sở Trung đoàn 322 Cận vệ Đổ bộ đường không vốn thuộc Sư đoàn 103 Đổ bộ đường không của Lực lượng vũ trang Liên Xô. Ban đầu, Sư đoàn đóng ở Polotsk (Quân khu Belorussia) và thuộc thành phần của Quân đoàn 7 Cận vệ Đổ bộ đường không. Sau đó, Sư đoàn được bố trí đến Kaunas và Marijampole ở Litva. Tại đây, Sư đoàn 7 tham gia trấn áp các hoạt động du kích. Năm 1956, Sư đoàn 7 tham gia chiến dịch dẹp loạn ở Hungaria. Năm 1968, Sư đoàn lại tham gia chiến dịch dẹp loạn ở Tiệp Khắc.
Sau khi Liên Xô giải thể, Sư đoàn 7 nằm trong biên chế của Lực lượng Vũ trang Liên bang Nga. Từ đó, các đơn vị thành phần của Sư đoàn tham gia một số chiến dịch ở Abkhazia, Dagestan. Tháng 8 năm 2014, Trung đoàn 247, Sư đoàn 7 tham gia Trận Ilovaisk trong Chiến tranh Donbas. Nhờ thành tích ở Ilovaisk, Sư đoàn 7 được tặng Huân chương Suvorov vào tháng 5 năm 2015.
Sư đoàn 7 tham chiến tích cực trong Chiến tranh Nga-Ukraina

## Biên chế
- Sư đoàn bộ (Số hiệu đơn vị quân đội 61756):
  - Trung đoàn tên lửa phòng không số 3 (94021);
  - Tiểu đoàn bảo dưỡng và phục hồi số 6;
  - Tiểu đoàn quân báo số 162 (54377);
  - Phi đoàn hàng không vận tải quân sự số 185 (Krymsk, Krasnodar Krai);
  - Dịch vụ bưu chính của trạm chuyển phát nhanh số 286;
  - Tiểu đoàn công binh-công binh số 629 (96404);
  - Tiểu đoàn tín hiệu cận vệ số 743 (96527);
  - Đại đội hỗ trợ đổ bộ số 967;
  - Tiểu đoàn hỗ trợ vật chất số 1681 (Anapa);
  - Bệnh viện quân y số 3995 (di động trên không);
- Trung đoàn tấn công đường không 97 (với Tiểu đoàn tấn công đường không độc lập số 171 của Trung đoàn được triển khai tại Crimea)[3][4];
- Trung đoàn Cận vệ 56 "Cossack Don", Huân chương Kutuzov, Huân chương Chiến tranh Vệ quốc hạng nhất (sẽ đóng tại Feodosia, Crimea và được hợp nhất vào sư đoàn có hiệu lực từ tháng 12 năm 2021)[5];
- Trung đoàn Cận vệ 108 "Cossack Kuban", Huân chương Sao Đỏ (Novorossiysk) (42091)[6];
- Trung đoàn Cận vệ 247 (Stavropol; có thông tin trung đoàn này được bố trí đến Krym tính đến tháng 12 năm 2021) (54801)[7];
- Trung đoàn pháo binh Cận vệ 1141 (Anapa) (40515)

Ngoài ra, Trung đoàn Súng trường Cơ giới 387 (Tula) từng trực thuộc Trung đoàn 7 ít nhất từ tháng 7 - tháng 10 năm 2023, nhưng sau đó được chuyển thành nòng cốt của Sư đoàn Tấn công Đường không 44 mới thành lập